# Fort Chabrol

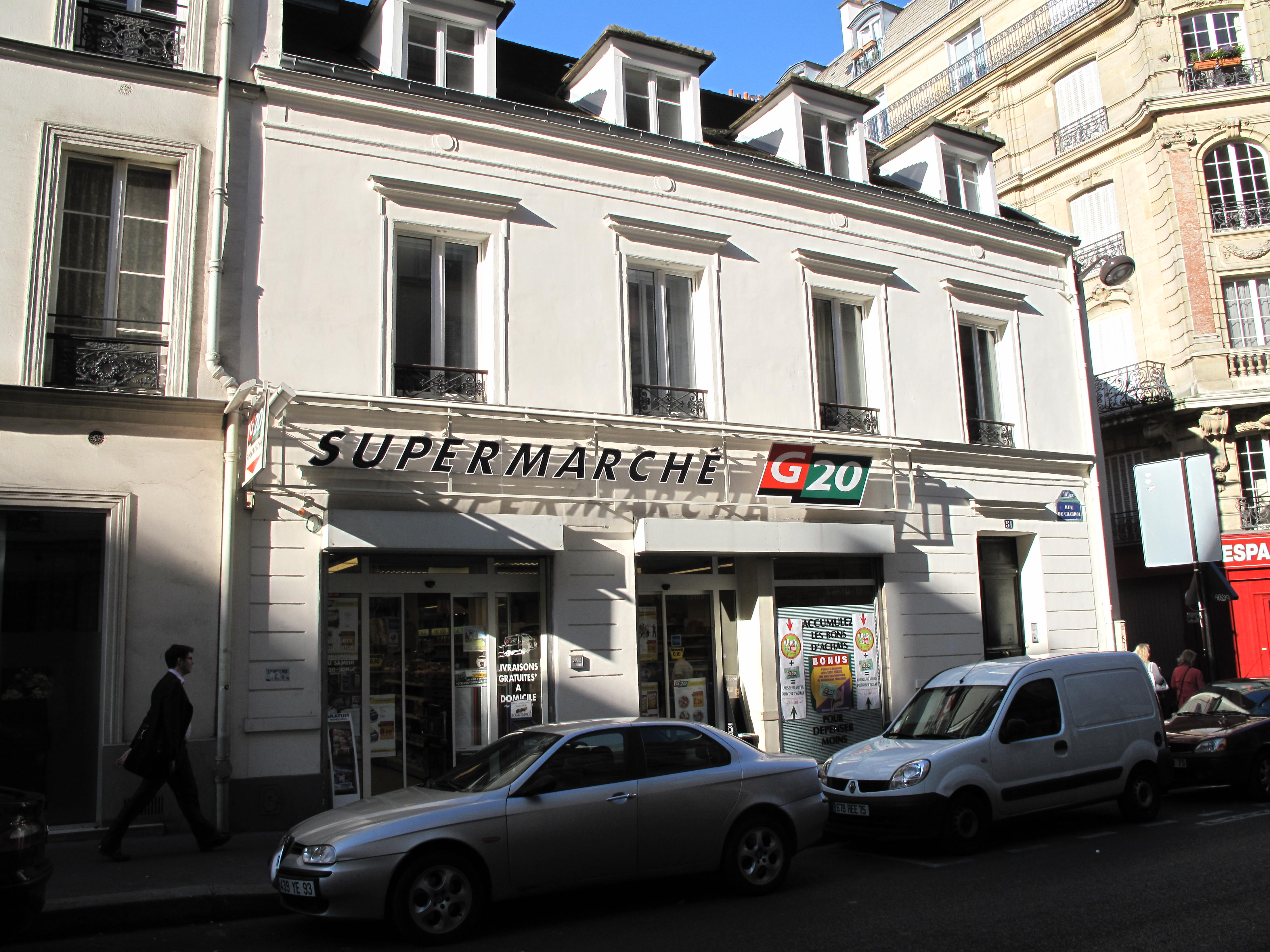
Dům č. 51 v ulici Rue de Chabrol

Fort Chabrol (česky Pevnost Chabrol) je ve francouzských dějinách označení pro nepokoje, které vyvolali v Paříži nacionalisté a monarchisté v létě roku 1899 z důvodu revize soudního procesu s Alfredem Dreyfusem v Rennes. Povstalci se opevnili v domě č. 51 na Rue de Chabrol.

## Historie
Ministr vnitra Pierre Waldeck-Rousseau chtěl podniknout právní kroky proti vůdcům nacionalistických organizací obviněných ze spiknutí proti státu. Dne 12. srpna 1899 měly státní orgány zatknout nacionalistu Paula Déroulèda a další vůdce Ligy vlastenců, Mladých monarchistů a Antisemitské ligy. Ovšem předseda Antisemitské ligy Jules Guérin se se svými přívrženci opevnili v domě č. 51 na Rue de Chabrol v Paříži. Budova nazvaná posléze Fort Chabrol byla obléhána policií a povstalci se vzdali až 20. září 1899 po 38 dnech odporu.
Francouzský Senát vytvořil zvláštní soudní dvůr pro odsouzení Déroulèda, Guérina a šedesáti pěti jejich příznivců obviněných z přípravy státního převratu. Dne 20. srpna 1899 ale opět vypukly prudké pouliční boje mezi anarchisty a antisemity poblíž Fort Chabrol. Všichni byli policií vytlačeni do ulice Rue Saint-Maur, kde anarchisté vyplenili kostel svatého Josefa.
Z důvodu různých následujících incidentů se první slyšení uskutečnilo až dne 9. listopadu 1899 a rozsudek byl vynesen 4. ledna 1900.
Déroulède a nacionalista André Buffet byli odsouzeni k deseti letům vyhnanství, Guérin na deset let do vězení a nacionalistický advokát Eugène de Lur-Saluces k pěti letům vyhnanství. Všichni ostatní obžalovaní byli osvobozeni.